# 후안 데 라 코사

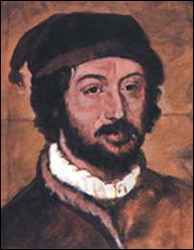
후안 데 라 코사

후안 데 라 코사(스페인어: Juan de la Cosa: 1450년경 - 1510년 2월 28일)는 에스파냐의 항해가, 지도제작사이다. 15세기 아메리카 대륙이 발견된 이후 최초로 아메리카를 포함시킨 세계지도(데 라 코사의 지도)를 작성했다. 데 라 코사는 크리스토퍼 콜럼버스의 신대륙 항해 당시 산타마리아 호의 선주이자 선장으로서 중요한 역할을 했다.